# Nishchaiy
Nishchaiy (Hindi: ; inhaltlich übersetzt: Entschluss / Entschlossenheit) ist ein Bollywood-Film, der in Indien 1992 erschienen ist.  

## Handlung
Ravi Yadav (Vinod Khanna) ist als Diener bei Manohar Singh (Rajiv Verma) und seiner Frau Renuka (Moushumi Chatterjee) beschäftigt. Ravi hat einen jüngeren Bruder, Rohan Yadav. Singh verdächtigt Ravi mit seiner Frau eine Affäre zu haben und schmiedet einen Plan, um Ravi eine Lektion zu erteilen. Er sorgt dafür, dass Ravi zu 12 Jahren Gefängnis verurteilt wird, weil er angeblich die junge Parvati  vergewaltigt und ermordet haben soll. Renuka versichert ihm, dass sie sich um Rohan kümmern wird. Nach dem Ravi aus dem Gefängnis kommt, erzählt man ihm, dass Renuka nicht mehr am Leben ist, und er weiß nicht, wo sich sein Bruder jetzt aufhält. Rohan wächst in der Zwischenzeit unter einer neuen Identität bei Renukas Freundin Yashoda (Reema Lagoo) und ihrem Ehemann Rechtsanwalt Suryakant Gujral (Saeed Jaffrey) auf. Rohan wird ein engagierter Rechtsanwalt namens Vasudev Gujral (Salman Khan) und macht sich damit auch Feinde. Payal Singh (Karisma Kapoor), lebhaft, süß, jung und unschuldig gibt Vasus Leben eine neue Bedeutung, ist aber die Tochter von Manohar Singh. Als Ravi für die Suche seines Bruders Geld benötigt, nimmt er einen Auftrag an, Vasudev Gujral zu töten, ohne zu wissen, dass er dabei ist, seinen eigenen Bruder zu töten.